# Rabanne (marca)
Rabanne, anteriormente conocida como Paco Rabanne, es una casa de moda de lujo francesa fundada en 1966 por el diseñador de moda Paco Rabanne, nacido en España y nacionalizado francés.

## Historia
En 1968 la casa de moda firmó un acuerdo de licencia de perfumes con la firma española Puig, que adquirió Rabanne en 1986.
La línea de alta costura de la casa se discontinuó en 1999.
Patrick Robinson fue nombrado director creativo de la marca en diciembre de 2004.
A finales de 2016, se inauguró una tienda en el número 12 de la calle Cambon, en París, en un espacio de 60 m² (645,8 ft²).
El 3 de marzo de 2020 se inauguró una tienda en la Rue du Faubourg Saint-Honoré número 54, pero cerró en 2022.
En noviembre de 2021, se anunció la apertura de una tienda insignia de 1650 ft² (153,3 m²) en el número 39 de la Avenida Montaigne. Este espacio reemplazaría a una tienda de la marca Nina Ricci. La tienda se inauguró en enero de 2022.
Nadia Dhouib fue nombrada directora general de la marca en abril de 2022, tras trabajar para las Galeries Lafayette. En una entrevista con Vogue Arabia, declaró que quería ayudar a crear una voz unificada desde las divisiones de moda hasta las de fragancias, y también ampliar el público de la marca.
En 2023, la marca cambió su nombre de Paco Rabanne a Rabanne. Junto con esto, se lanzó el maquillaje Rabanne, disponible en las tiendas de Selfridges, Sephora y Ulta. También se creó una colección con H&M.

## Directores creativos

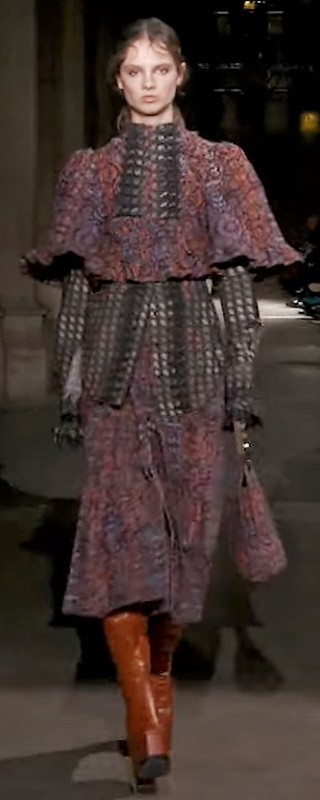
Giselle Norman durante el desfile de la colección otoño-invierno de Paco Rabanne de 2020/2021

### División de prêt-à-porter (desde 1990)
- Christophe Decarnin (1993-1999)
- Aurelian Tremblay (1993-1999)
- Paco Rabanne (1999-)[3]
- Rosemary Rodriguez (2000-2004)
- Patrick Robinson (2004-2007)[4]
- Manish Arora (2011-2012) (Ropa de mujer)
- Lydia Maurer (2012-2013)
- Julien Dossena (a partir de 2013)[13]

### División de alta costura
- Paco Rabanne (1966-1999)

## Perfumes

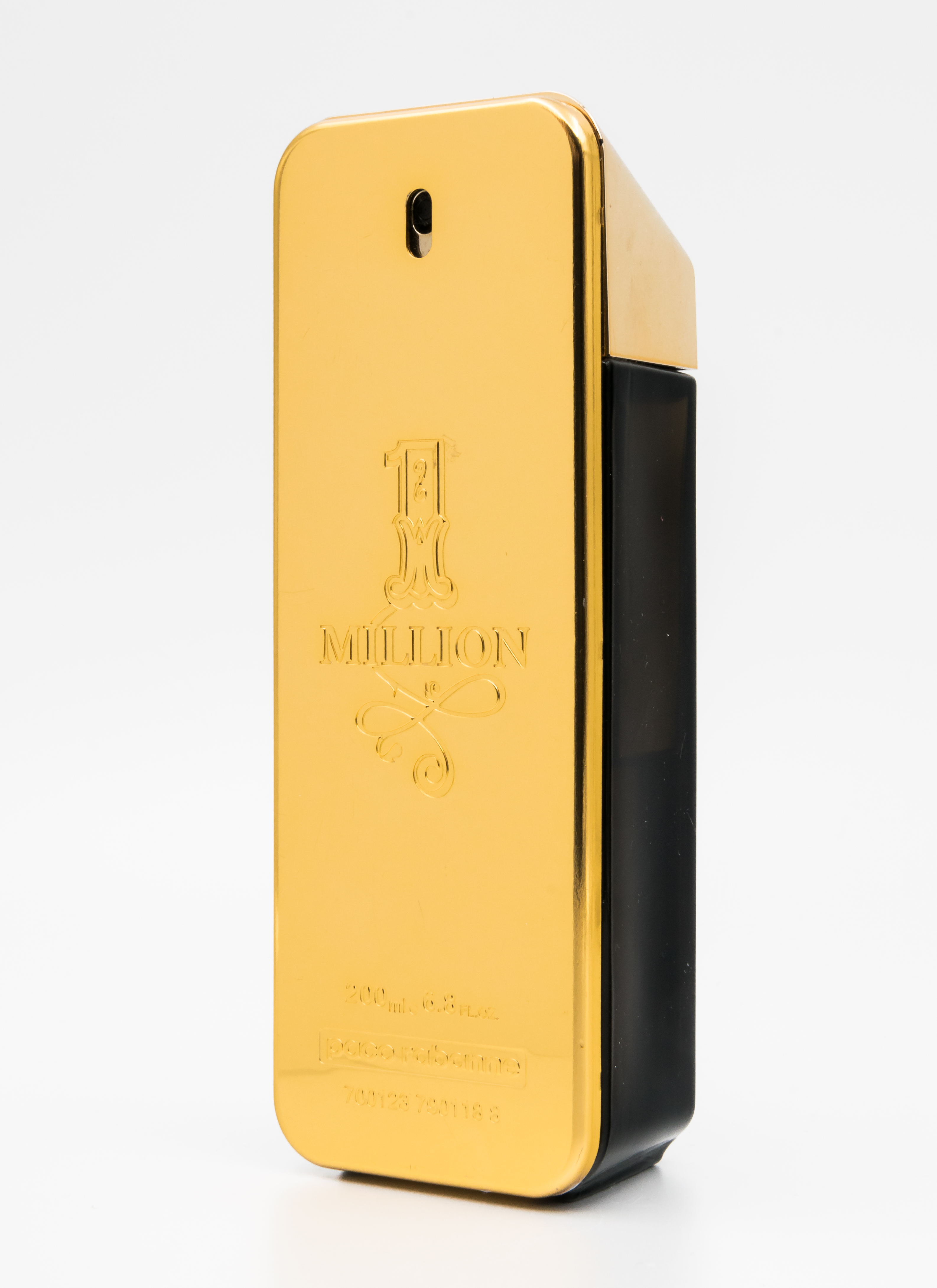
Perfume "1 Million"

En 1968, Paco Rabanne y Puig comenzaron a colaborar, y en 1969 se lanzó la primera fragancia de Paco Rabanne, "Calandre".
"1 Million" se lanzó en 2008 y fue la última fragancia en cuyo desarrollo participó Paco Rabanne. Desde su lanzamiento, se ha convertido en la fragancia masculina más popular de Rabanne y una de las más populares a nivel mundial. En 2022, WWD la clasificó como una de las 100 mejores fragancias. Desde el lanzamiento de "1 Million", se han puesto en el mrcado otras ediciones de la fragancia, incluyendo "1 Million Privé" (2016), "1 Million Lucky" (2018), "1 Million Parfum" (2020), "1 Million Elixir" (2022), "1 Million Royal" (2023), y "1 Million Golden Oud" (2023). En 2010 se lanzó una versión femenina de la fragancia llamada "Lady Million". En 2014 se lanzó Lady Million Eau My Gold!, seguido de Lady Million Merry Millions! en 2015. Otros lanzamientos incluyen "Lady Million Privé" (2016), "Lady Million Lucky" (2018), "Lady Million Empire" (2019), Lady Million Fabulous (2021), Lady Million Royal (2023). Junto con esta, se han lanzado las fragancias "1 Million" y "Lady Million" en colaboración con Monopoly y Pac-Man.
Entre los lanzamientos se incluyen "Olympéa", que se lanzó en 2015 y desde entonces ha tenido versiones: "Olympéa Aqua" (2016), "Olympéa Legend" (2019), "Olympéa Blossom" (2021), "Olympéa Solar" (2022), y Olympéa Flora (2023). "Fame" se lanzó en 2022 con una campaña publicitaria protagonizada por la actriz Elle Fanning y, en 2023 apareció "Fame Blooming Pink". "Phantom" se lanzó en 2021. "Invictus" se lanzó en 2013, seguido de "Invictus Legend" (2019), "Invictus Victory" (2021), "Invictus Platinum" (2022) e "Invictus Victory Elixir" (2023). Otras fragancias incluyen "Paco Rabanne Pour Homme" (1973), "XS" (1994), "Ultraviolet" (1999), "Black XS" (2005), "Pure XS" (2017) y otros perfumes más.

## Relojes
En la década de 2000 se comercializaron relojes con la marca Paco Rabanne.